# Vermutung von Pólya

Summatorische Liouville-Funktion L(n) im Bereich bis n = 10^{7}. Die ins Auge fallenden Oszillationen stehen in Zusammenhang mit der ersten nicht-trivialen Nullstelle der Riemannschen Zeta-Funktion.

Eine Ausschnittsvergrößerung zeigt die summatorische Liouville-Funktion L(n) im Bereich um das Auftreten des ersten Gegenbeispiels zur Vermutung von Pólya.

Die summatorische Liouville-Funktion L(n) bis n = 2 × 10^{9} in doppelt-logarithmischem Maßstab. Der grüne Balken zeigt das Versagen der Vermutung; die blaue Kurve zeigt den oszillatorischen Beitrag der ersten Riemann-Nullstelle.

Die Vermutung von Pólya bezeichnet eine Vermutung aus dem mathematischen Fachgebiet der Zahlentheorie.
Sie besagt, dass die Mehrheit der natürlichen Zahlen bis zu einer beliebig vorgegebenen Grenze Zahlen mit ungerade vielen Primfaktoren sind.
Die Vermutung wurde 1919 von dem ungarischen Mathematiker George Pólya aufgestellt, jedoch im Jahre 1958 widerlegt.
Die Pólya-Vermutung ist ein Beispiel dafür, dass eine mathematische Aussage, die für zahlreiche kleine Zahlen zutrifft, dennoch aufgrund eines (verhältnismäßig großen) Gegenbeispiels insgesamt falsch sein kann.

## Aussage
Genauer besagt die Vermutung von Pólya Folgendes:
Zu einer gegebenen natürlichen Zahl {\displaystyle n} ({\displaystyle >1}) teile man die natürlichen Zahlen von 1 bis {\displaystyle n} einschließlich in zwei Mengen auf, nämlich diejenigen mit ungerade vielen Primfaktoren einerseits und die mit gerade vielen Primfaktoren andererseits.
Dann enthält die erste dieser beiden Mengen mindestens so viele Zahlen wie die zweite.
Hierbei werden mehrfach auftretende Primfaktoren auch entsprechend mehrfach gezählt, so dass beispielsweise {\displaystyle 24=2^{3}\cdot 3^{1}} eine gerade Anzahl von Faktoren hat, nämlich {\displaystyle 3+1=4} Stück, wohingegen {\displaystyle 30=2\cdot 3\cdot 5} drei, also ungerade viele Faktoren hat.
Die 1 hat keinen einzigen Primfaktor, also eine gerade Anzahl.
Die Vermutung lässt sich alternativ auch mit Hilfe der summatorischen Liouville-Funktion formulieren und besagt dann, dass
{\displaystyle L(n)=\sum _{k=1}^{n}\lambda (k)\leq 0}
für alle {\displaystyle n>1} gilt.
Hierbei ist {\displaystyle \lambda (k)=(-1)^{\Omega (k)}} positiv, wenn {\displaystyle k} gerade viele Primfaktoren hat, und negativ, wenn es ungerade viele sind. Die Omega-Funktion gibt die Anzahl der Primfaktoren einer natürlichen Zahl an.

## Widerlegung
Im Jahr 1958 bewies C. B. Haselgrove erstmals, dass die Vermutung von Pólya falsch ist, indem er die Existenz eines Gegenbeispiels mit {\displaystyle n\approx 1{,}845\cdot 10^{361}} zeigte.
Ein erstes explizites Gegenbeispiel, nämlich {\displaystyle n=906.180.359} gab 1960 R. Sherman Lehman an; das tatsächlich kleinste Gegenbeispiel {\displaystyle n=906.150.257} fand Minoru Tanaka 1980.
Die Vermutung von Pólya trifft für die meisten {\displaystyle n} im Bereich von 906.150.257 bis 906.488.079 nicht zu.
Die Liouville-Funktion wächst hier auf positive Werte von bis zu 829 (für {\displaystyle n=906.316.571}).